# تیمور
شجاع‌الدین تیمور، مشهور به امیر تیمور گورکانی یا تیمور لنگ (۷۱۵–۷۸۳ ه‍.خ / ۷۳۶–۸۰۷ ه‍.ق / ۱۳۳۶–۱۴۰۵ م) فاتح تُرکی-مغولی، نخستین امیر گورکانی (تیموری) و پایه‌گذار این دودمان است، که در بیش‌تر سرزمین‌های آسیای مرکزی و غربی فرمان راند. امپراتوری تیموری یا امپراتوری گورکانی دودمانی ترک‌تبار با فرهنگ ترکی-ایرانی بود. تیمور در زبان ترکی جغتایی به معنای «آهن» است و از او با القاب «امیر تیمور»، «تیمور لنگ»، «تیمور گورکانی»، «تیمور جهانگشا» و «صاحبقران» یاد شده است. عمدتاً از وی به‌خاطر فتوحات بی‌رحمانه از هند و روسیه تا دریای مدیترانه و برای دستاوردهای فرهنگی امپراتوری تیموری یاد می‌شود.
تیمور پسر تراغای، از ملاکین شهر کَش ماوراءالنهر بود و در ۲۵ شعبان ۷۳۶ ه‍.ق (۷۱۴ ه‍.خ) در شهر کش به دنیا آمد. طایفه‌اش از شاخهٔ «برلاس» فرارود بود، تیمور ادعا می‌کرد، که نسب‌اش به چنگیز خان می‌رسد.
به گفتهٔ ابن عربشاه تاریخ‌نگار آن زمان، تیمور در زمان جنگ زخم برداشت و لنگ شد. بنا بر روایات دیگر او در سال ۷۶۴ ه‍.ق (۷۵۱ ه‍.خ) بنا به استمداد «امیر سیستان» به کمک او شتافت و در جنگ با مخالفانش زخمی شد، ولی پایش بعد از بهبود زخم، همچنان می‌لنگید.
شهرت تیمور از فتح خوارزم در سال ۷۸۱ ه‍.ق (۷۵۸ ه‍.خ) آغاز شد. تیمور در سال ۷۸۱ ه‍.ق خراسان را تسخیر کرد و در سال ۷۸۴ ه‍.ق (۷۶۱ ه‍.خ) گرگان، مازندران، سیستان و هرات را گشود و آل کرت را به تصرف درآورد. ارتش تیمور شامل چند قومیت بود و وحشت زیادی از او در سراسر آسیا، آفریقا و اروپا پدید آمده بود. پژوهشگران برآورد می‌کنند که لشکرکشی‌های او باعث مرگ ۱۷ میلیون نفر، یعنی حدود ۵٫۲۳ درصد از جمعیت جهان در آن زمان شده است. در میان تمامی مناطق فتح‌شده توسط او، خوارزم بیشترین آسیب را دید.
در سال ۸۰۰ تیمور سرزمین پارس، بخشی از عراق و آذربایجان را گرفت و سلسلهٔ جلایریان را نیز منقرض کرد. آن‌گاه رو به خزر نهاد و اهالی برخی از شهرهای آن را به قتل رساند. در سال ۷۹۵ ه‍.ق بعد از انقراض مظفریان متوجه آسیای کوچک شد. در سال ۸۰۰ (۷۷۶ ه‍.خ) هند را فتح کرد و دهلی را به تصرف درآورد. با عثمانیان نیز جنگ‌ها کرد و در سال ۸۰۴ (۷۸۰ ه‍.خ) بایزید عثمانی را به اسارت گرفت. تیمور در سال ۸۰۷ (۷۸۳ ه‍.خ) به سمرقند پایتخت خویش برگشت، عزم تسخیر چین را نمود ولی اجل مهلتش نداد و در سال ۸۰۷ (۷۸۳ ه‍.خ) در ۶۹ سالگی در شهر اُترار (واقع در قزاقستان امروزی) درگذشت. پس از مرگ تیمور فرزندان او به وصیتی که کرده بود مبنی بر این‌که پیرمحمد جهانگیر جانشین‌اش شود، عمل نکردند و بین فرزندان و نوادگان اختلاف افتاد. این اختلافات باعث این شد روز به روز قدرت تیموریان کمتر شود و زمینهٔ انحطاط آنان را فراهم آورد. در نهایت حکومت تیموریان توسط شیبانیان از میان رفت. تیمور، پدربزرگ سلطان، اخترشناس و ریاضی‌دان تیموری، الغ‌بیگ است که از سال ۱۴۱۱ تا ۱۴۴۹ م. بر آسیای مرکزی حکومت می‌کرد. او همچنین از نیاکان بابر، بنیان‌گذار امپراتوری گورکانی است که در دورهٔ خود، تقریباً بر تمام شبه‌قاره هند فرمانروایی می‌کرد.و در مجموع قلمرو تیمور از مرزهای چین تا شام کشیده شده بود و سمرقند پایتختش بود.

## سال‌های اولیه
تیمور در ابتدای جوانی هیچ نقش جدی و مهمی در تاریخ تحولات منطقهٔ خود نداشت. بسیاری رخدادها در منطقه پدید آمد اما او هیچ واکنشی نشان نداد. به‌ویژه شواهد بسیار زیادی وجود دارد که به‌دقت به تحولات داخلی ایران می‌نگریست و مواظب اختلافات موجود میان شاهان و سردستگان ایرانی و مغول بود. او منتظر فرصتی مناسب بود و به‌دقت برنامه‌هایش را تنظیم می‌کرد. تنها در حدود پنجاه سالگی است که ناگاه بخش بزرگی از آسیای مرکزی و غربی را فتح می‌کند و به خاک و خون می‌کشد.
تیمور در خانواده‌ای از قبایل بَرلاس، یک قبیله تُرک یا تُرکی-مغولی، در ماوراءالنهر و در شهر «کش» — از توابع سمرقند در تُرکستان (آسیای مرکزی و ازبکستان فعلی) — در ۷۳۶ ه‍.ق / ۱۳۳۵ م. متولد گردید و خیلی زود در سوارکاری و تیراندازی مهارت یافت. پدرش تراغای از ملاکین متوسط شهر کش بود. در ۷۶۱ ه‍.ق / ۱۳۶۰ م. فردی به نام تغلق تیمور، از نوادگان جغتای، از ترکستان به ماوراءالنهر لشکر کشید. حاجی برلاس که دفاع از شهر کش — بعدها «شهر سبز» خوانده شد — را در مقابل این مهاجم دشوار یافت، دفاع از ولایت را به پسر تَراغای — تیمور گورکان — سپرد. تیمور که در چنین آشوبی قدم به صحنهٔ حوادث گذاشت در آن هنگام ۲۵ سال داشت. او از همان آغاز کار توانست با زیرکی و سیاست و با اظهار اطاعت نسبت به مهاجمان، شهر کش را از قتل و غارت نجات دهد. سپس با امیرحسین — نوادهٔ قزغن در کابل — بنای دوستی گذاشت و بالاخره خواهر او — اولجای ترکان — را به عقد ازدواج خود درآورد.
تیمور به سبب همین خویشاوندی در خانوادهٔ امیر حسین به «گورکان» (به معنای داماد) مشهور شد. با این حال دوستی تیمور با امیر حسین دیری نپایید و با مرگ اولجای ترکان، جنگ بین این دو امیر اجتناب‌ناپذیر شد. در آخرین نبرد، قلعهٔ هندوان نزدیک بلخ، به محاصرهٔ سپاه تیمور درآمد و امیر حسین مغلوب و به قتل رسید. با این پیروزی، تیمور در بلخ به فرمانروایی مستقل رسید (رمضان ۷۷۱ ه‍.ق / آوریل ۱۳۷۰ م) و خود را صاحبقران خواند. چهار تَن از زنان امیر حسین را نیز به ازدواج خود درآورد و باقی را به سرداران بخشید. پس از آن به ماوراءالنهر رفت و سمرقند را پایتخت خویش ساخت.
پس از قدرت یافتن یا شاید در زمان جانشینانش نسب او را به چنگیز خان مغول می‌رساندند. این بدان جهت بود که می‌خواستند خود را جانشینان چنگیز قلمداد کنند.

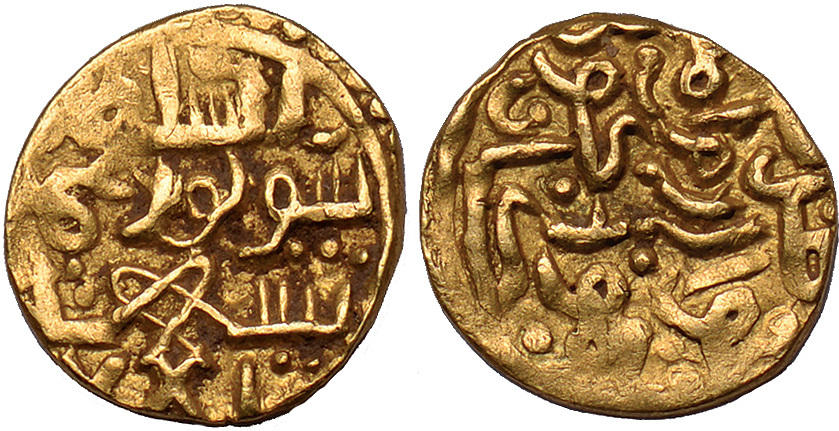

## لشکرکشی‌های تیمور

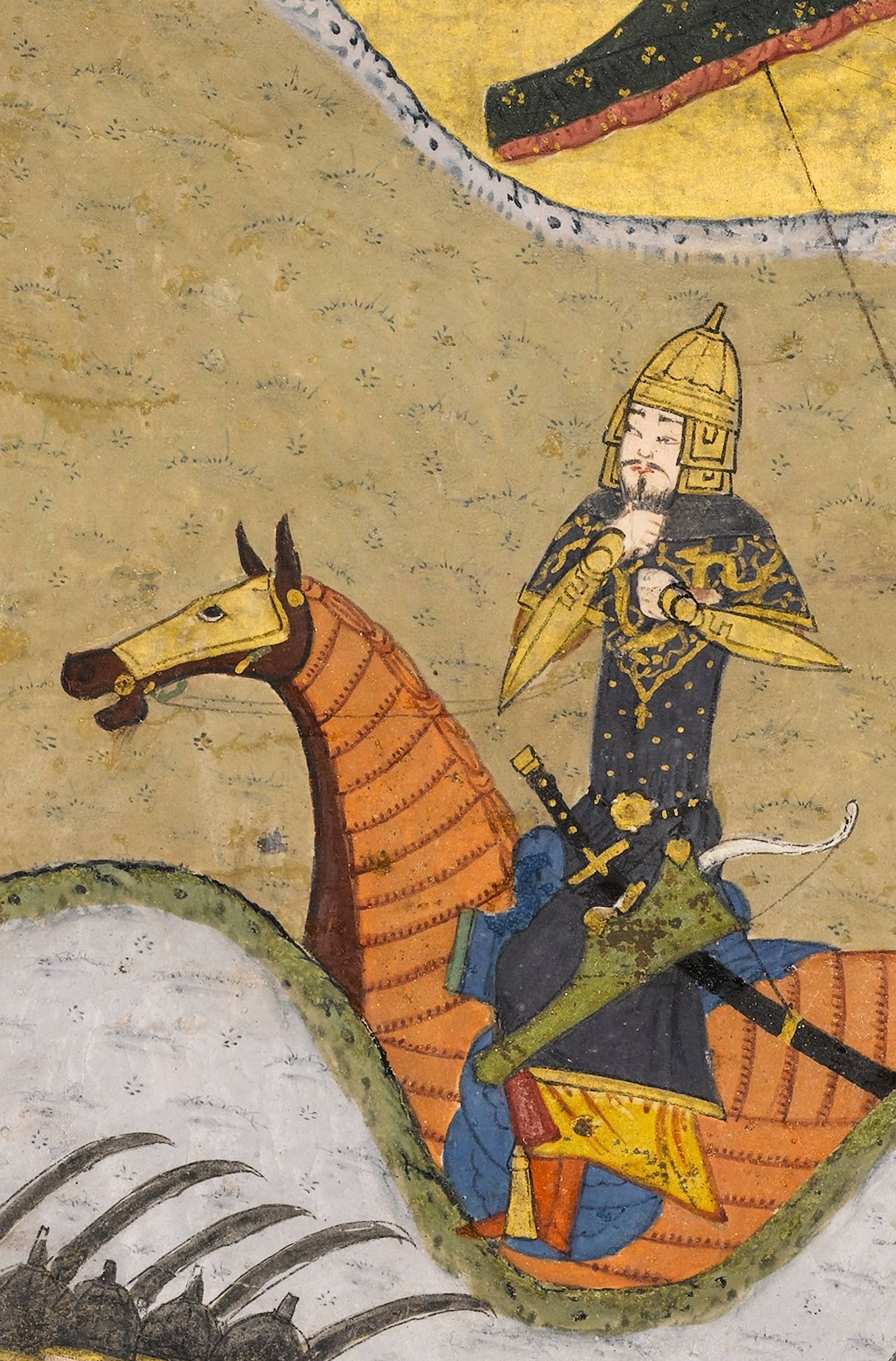
تیمور در فتح بغداد به سال ۱۳۹۳ میلادی سپاه خود را رهبری می‌کند، تصویر از ظفرنامه به سفارش نوه اش سلطان ابراهیم در سال ۲۸–۱۴۲۴ کشیده شده است.

تیمور که فرد هوشیار و فرصت‌طلبی بود، توانست به‌زودی با شکست امیر حسین از نوادگان قزغن در کابل که مدعی منصب اجدادی خود بود، بلخ را تسخیر کند و به این ترتیب حکومت مستقلی تشکیل دهد (رمضان ۷۷۱ ه‍.ق / آوریل ۱۳۷۰ م). او سپس خود را «حافظ قرآن» خواند. پس از آن تیمور طی پنج سال از ۷۷۲ تا ۷۷۷ ه‍.ق / ۱۳۷۰ تا ۱۳۷۵ م، سه بار به خوارزم و پنج بار به قلمرو خانان جَثَه در آن سوی سیحون لشکر کشید. با این حال فتح خوارزم ده سال پس از آغاز سلطنت‌اش ممکن شد و عاقبت آن‌جا را ویران کرد.
تیمور دشت قبچاق و مغولستان را فتح کرد و در سال ۷۸۳ ه‍.ق فرزند ده‌ساله خود، میران شاه را با سپاهی مأمور تسخیر خراسان کرد و خود نیز به آن‌ها پیوست. تیمور نیشابور و هرات را تصرف کرد و در هرات از سرهای مردم مناره‌ها ساخت. سپس مازندران را که تا سال ۷۵۰ ه‍.ق در تصرف باوندیان بود و این زمان مرعشیان بر آن حکومت می‌کردند، تسخیر کرد.

### حملهٔ سه‌ساله
در یورشی سه‌ساله که از ۷۸۸ تا ۷۹۰ ه‍.ق طول کشید آذربایجان، ارمنستان، گرجستان و شروان را نیز تصرف کرد و در سال ۷۹۳ ه‍.ق مردم خوارزم را قتل‌عام کرد.

### حملهٔ پنج‌ساله

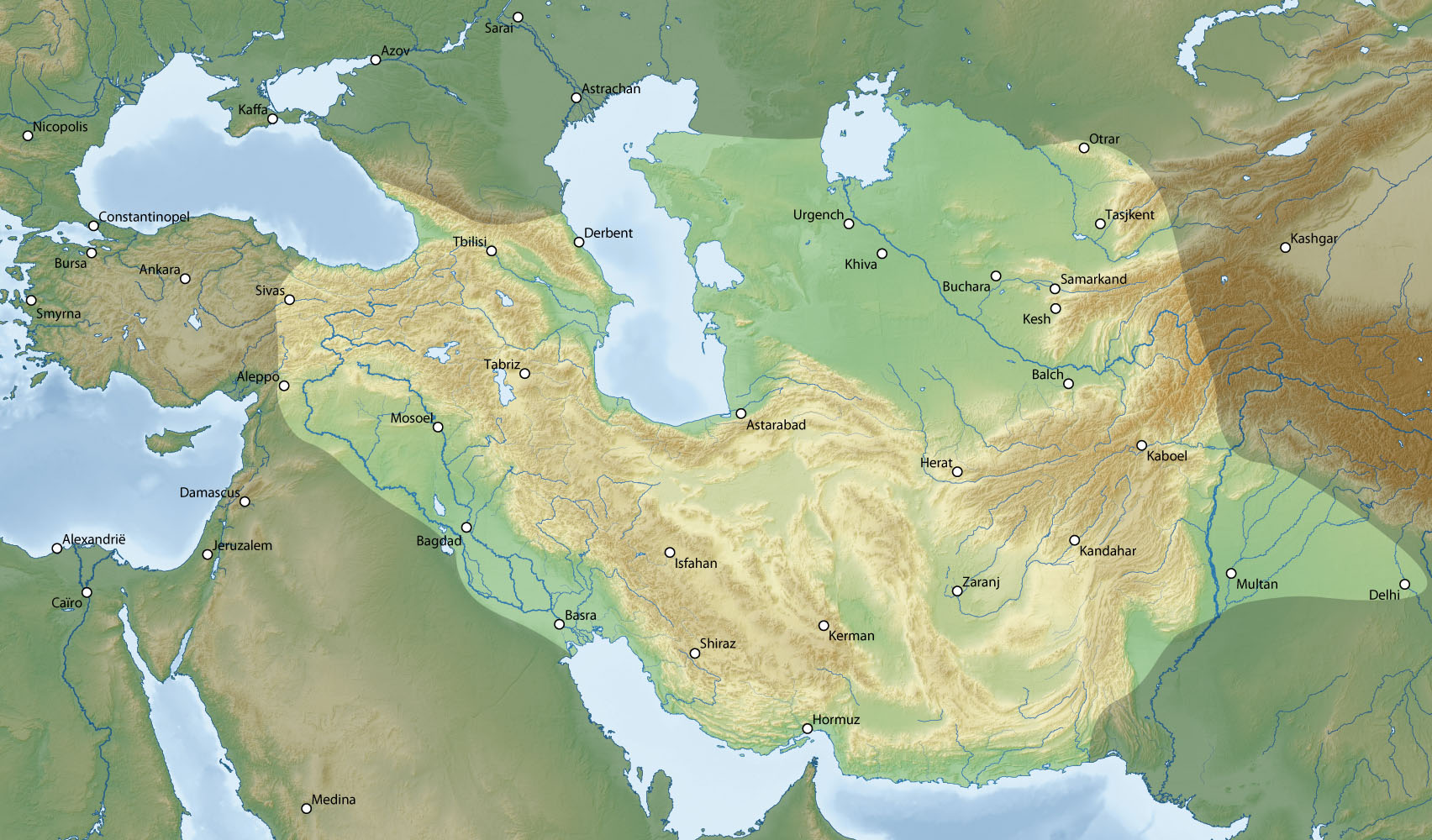
قلمرو تیموریان در زمان مرگ تیمور

حملهٔ پنج‌سالهٔ او میان سال‌های ۷۹۴ تا ۷۹۸ ه‍.ق صورت گرفت و پس از آن حکومت هر شهر را به یکی از فرزندان یا خویشاوندان خود سپرد. سپس مسکو را گشود و عازم هندوستان شد. در سال ۸۰۱ ه‍.ق آن‌جا را تصرف کرد و صدهزار نفر را به قتل رساند. پس از تقسیم شهرها و نواحی تصرف‌شده، به سمرقند بازگشت.

#### حملهٔ هفت‌ساله
تیمور در پاییز سال ۱۳۹۹ میلادی آخرین و طولانی‌ترین سفر جنگی خویش، با نام «یورش هفت‌ساله»، را به نواحی غربی آغاز کرد. حملات تیمور منجر به شکست سلطان مملوک مصر و سلطان عثمانی بایزید یکم شد. وی هنگام رهسپار شدن به این سفر جنگی، ادارهٔ سمرقند را به محمد سلطان، پسر بزرگ جهانگیر و اندیجان را نیز به اسکندر، پسر عمر شیخ واگذاشت.
لشکرکشی تیمور به ایروان از سال ۸۰۲ تا ۸۰۷ هجری قمری (۱۳۹۹ تا ۱۴۰۴ میلادی) طول کشید. تیمور در طول این لشکرکشی‌ها، شهرهای حلب، دمشق و بغداد را نیز تصرف کرد. تیمور در اواخر سال ۸۰۲ ه‍.ق (۱۴۰۰ میلادی) پیش از حمله به سیواس، همسران و تعدادی از شاهزادگان را تحت سرپرستی عمر بهادر، پسر میران‌شاه، به سمرقند فرستاد.
تیمور در ۲۰ ژوئیهٔ ۱۴۰۲ میلادی در نبرد آنکارا، سلطان معروف عثمانی مشهور به ایلدروم بایزید (به معنای صاعقه) را مغلوب و اسیر کرد. تیمور پس از لشکرکشی به آناتولی در ژوئن ۱۴۰۳ م. / ۸۰۶ ه‍.ق به پادشاهی متحد گرجستان حمله کرد و زمانی به فتوحات در آن سرزمین مشغول بود. پس از آن قصد فتح چین کرد و رهسپار آن‌جا شد. او با سپاهیانش تا کنار رود سیردریا نیز رفت، ولی در اُترار شهری در کنارهٔ شرقی این رود، بیمار شد و در رمضان سال ۸۰۷ ه‍.ق / فوریهٔ ۱۴۰۵ میلادی، در ۶۹ سالگی درگذشت.

### قتل‌عام مردم اصفهان
در ۷۹۰ ه‍.ق / ۲۷ اوت ۱۳۸۷ میلادی تیمور گورکانی اصفهان را فتح کرد ولی به سبب آن که عده‌ای از مردم اصفهان به رهبری علی کچه‌پا بر او شوریدند و مأموران وصول باج را کشتند، به قتل‌عام مردم فرمان داد. مورخان نوشته‌اند که هفتاد هزار نفر از مردم کشته شدند و از سرهای آن‌ها مناره‌های زیادی ساخت. تیمور تا نوامبر ۱۳۸۷ میلادی (آذرماه) به مدت سه ماه در اصفهان باقی ماند و سپس در دسامبر ۱۳۸۷ م. به سمت شیراز رهسپار شد تا سلسلهٔ آل مظفر را از میان بردارد.
شهر اصفهان از نظر آبادی و صنعت و هنر در مرکز فلات ایران برای کلیهٔ کسانی که به ایران هجوم می‌آوردند، مورد توجه بود. تیمور زمانی که در خراسان بود دچار نوعی بیماری شد که پزشکان تشخیص دادند که این بیماری ناشی از گرمی مزاج است و تنها آبلیموی شیراز است که رفع این بیماری می‌کند. تیمور از این جهت نامه‌ای به شاه منصور از آل مظفر فرستاد و از او خواست، که چندین ظرف بزرگ آبلیموی شیراز به‌سرعت به خراسان بفرستد. شاه منصور در جواب تیمور نوشت: «من دکان عطاری ندارم که تو مرا تحقیر می‌کنی و خیال می‌کنی که از نسل چنگیز هستی و من برای تو آب لیمو بفرستم. این کار خیال باطلی است. اگر هم آبلیمو فروش بودم برای تو نمی‌فرستادم.» در آن زمان آل مظفر بر کرمان، شیراز، اصفهان و خوزستان فرمانروا بودند و مرکز حکومت آنان شیراز بود. حاکم اصفهان عموی سلطان زین‌العابدین پادشاه مظفر بود و نظر داشت که اگر تیمور به اصفهان حمله کند ما باید دروازه‌های شهر را روی او باز کنیم ولی شاه منصور مظفری اعتقاد داشت که باید در مقابل تیمور ایستادگی کرد.
در آن موقع اصفهان دارای دیوار و برج و باروی محکمی بود که قطر آن، آنقدر پهن بود که یک گاری می‌توانست روی دیوار شهر حرکت کند. تیمور لنگ از راه همدان و گلپایگان خود را به سِدهٔ اصفهان (خمینی‌شهر کنونی، شهری نزدیک اصفهان) رسانید و در آن‌جا پس از کسب اطلاعات وسیعی از وضعیت اصفهان، شهر را از بهار سال ۷۸۹ ه‍.ق محاصره کرد. علمای شهر به اتفاق حاکم شهر توافق کردند که از تیمور امان بخواهند و در عوض به او باج و خراج بدهند تا شهر دچار قتل و کشتار نشود. در این موقع امیرمنصور مظفری برای جمع‌آوری سپاه از طریق شیراز به خوزستان به‌ویژه دزفول رفت.
تیمور حملهٔ خود را آغاز کرد و حدود هفتاد هزار نفر را کشت و بچه‌های یتیم زیادی در شهر به جا ماندند. تیمور ابتدا مردم باقی‌مانده را وادار کرد که کشته‌شدگان تاتار را دفن کنند. در نزدیک مسجد جامع اصفهان در یک منطقهٔ مرتفع، تمام بچه‌های کشته‌شدگان توسط یکی از بزرگان شهر جمع‌آوری شدند. تیمور وقتی که به سمت کودکان نظر کرد، پرسید که این نگون‌بختان خاک‌نشین کیستند؟ آن مرد بزرگ گفت: کودکان بینوا هستند که پدر و مادرشان به تیغ سربازان تو هلاک شده‌اند. تیمور چیزی نگفت و به آن سویی راند و چنان نمود که ایشان را ندیده است.
پس از این قتل‌عام، تیمور با سپاهیان خود به سمت شیراز حرکت کرد. اهالی شهر دروازه‌ها را گشودند در حالی که ملک منصور از آل مظفر در دزفول بود. او هر کس از آل مظفر را که در شیراز اسیر نموده بود کشت، اما به مردم صدمه‌ای وارد نکرد. وی سپس شاعر بزرگ شیراز یعنی حافظ را خواست و به او گفت که من قسمت بزرگی از جهان را به ضرب شمشیر گشودم و هزاران شهر را ویران کردم تا پایتخت‌های خود را آباد و زیبا کنم و تو آن را که سمرقند باشد به خال هندویی می‌بخشی. خواجه فی‌البداهه جواب داد، ای سلطان این بخشش‌های بی‌جا بود که مرا به این روزگار فلاکت‌بار انداخت. تیمور از این جواب حافظ خوشش آمد و او را بخشید و انعامی به او داد. بعضی از پژوهشگران همچون قاسم غنی و بیژن صمدی معتقدند که این دیدار غیرممکن است زیرا سال مرگ حافظ و سال دیدار با تیمور ضد و نقیض است.

### فتحلرستان
همزمان با یورش تیمور به ایران، اتابکان لر کوچک با حکمرانی اتابک عزالدین بر لرستان حکومت می‌کرد. تیمور طی حملات متعدد که به یورش‌های سه‌ساله، پنج‌ساله و هفت‌ساله شهرت دارند، دو بار لرستان را آماج تاخت و تاز خود ساخت.
تیمور در یورش سه‌ساله (۷۹۰–۷۸۸ ه‍.ق) پس از آن‌که بیشتر نواحی شرقی ایران را ویران کرد رو به‌سوی غرب ایران و لرستان نهاد. به نوشتهٔ صاحب روضةالصفا، پیش از این یورش، به تیمور خبر رسیده بود که عزالدین، حاکم لر کوچک، اموال قافلهٔ حجاز را که از لرستان عبور می‌کرده‌اند، برده و در خاطر تیمور رسوخ یافته بود که به وقت فرصت، انتقام حجاج را از او بگیرد.
تیمور لنگ در سال ۷۸۸ه‍.ق به لرستان یورش آورد و ملک عزالدین را در قلعه‌ای نزدیک بروجرد موسوم به قلعه رومیان دستگیر کرد. به ادعای ابن‌عربشاه، تیمور گرداگرد آن قلعه را گرفت و نائبش را به حصار افکند، صاحب قلعه را مرد و اسباب نبرد مهیا نبود و کمک افزاری نداشت، چون مرد متوکل نشسته و بلا از جایی که گمان نداشت، فرا رسیده راه تدبیرش بسته بود ناگزیر سر به اطاعت فرو آورد و امان خواست و تسلیم شد.
تیمور پس از گشودن فیروزکوه و بیهق به‌سوی ری رفت و آن شهر را به‌شدت ویران کرد، پس از آن به‌سوی قم حرکت کرد و دژ گیو را تسخیر نمود، سپس به‌سوی بروجرد حرکت کرد و در ربیع‌الثانی سال ۷۸۸ه‍.ق به پشت دروازه‌های بروجرد رسید. عزالدین که با فرمانروایان عراق هم‌پیمان و نیرویی داشت راضی نشد که فرمانبردار امیر ترک شود، عزالدین را با همهٔ قوا از داخل لرستان بیرون کشیده و در بروجرد مستقر شد. در نزدیکی شهر نزاع سختی درگرفت که نهایتاً شکست بر لران افتاد و عزالدین با جنگ و گریز به سوی خرم‌آباد عقب‌نشینی کرد، تیمور هم بر شدت حمله افزود و راه او را به خرم‌آباد بست، وی از روی ناچاری از جنوب رودِ سیلاخور خود را به قلعه رومیان رسانید، تیمور هم قلعه را محاصره کرد. سرانجام با دادن امان، عزالدین را با فرزندش سیدی احمد از قلعه بیرون کشید، عزالدین را به سمرقند و سیدی احمد را به اندکان تحت نظر روانه نمود، آن‌گاه به شهر بروجرد سرازیر شد، اما مردم تسلیم نشدند و پس از مدتی مقاومت، شهر گشوده شد و تیمور دستور قتل‌عام صادر کرد، پس از فتح و قتل‌عام شهر، تیمور مردی به نام سیف‌الدین قلدانش را حاکم کرد و خود به‌سوی خرم‌آباد حرکت کرد.
تیمور پس از رسیدن به خرم‌آباد، حکم کرد تا آتش نهب و غارت در آن حوالی زدند و قلعهٔ خرم‌آباد (فلک‌الافلاک) را تسخیر و ویران گردانیدند و اکثر لران را به‌دست آورده و از پا درآوردند. تیمور در این یورش خرم‌آباد را غمکده گردانید.
تیمور در یورش دوم خود، موسوم به یورش پنج‌ساله (۷۹۴ ه‍.ق) مجدداً برای خواباندن طغیان‌هایی که در ایران برخاسته بود به این سرزمین رهسپار شد. وی چون شنیده بود که عزالدین دوباره عاصی شده سر به اطاعت فرو نمی‌آورد. مجدداً به لرستان لشکرکشی کرد. تیمور پس از آن‌که بروجرد را تسخیر کرد، به‌طرف خرم‌آباد، مرکز حکمرانی عزالدین روانه شد. عزالدین چون توان مقابله با لشکریان تیمور را در خود نمی‌دید، ناچار رو به گریز نهاد. تیمور شب را نزدیک خرم‌آباد اردو زد و فردای آن روز گروهی از سپاه خود را برای تصرف خرم‌آباد تعیین کرد، دسته‌هایی نیز برای سرکوب یاغیان به اطراف و جوانب گسیل داشت و پسرش «میرانشاه» را به تعقیب عزالدین فرستاد و خود به سوی شوشتر عزیمت کرد و در طول راه، کشتار و خرابی بسیار کرد. میرانشاه نیز که به دنبال عزالدین رفته بود، چون شنیده بود عزالدین به قلعه «منگره» یکی از قلعه‌های صعب‌العبور بالاگریوه پناه جسته، بدان سو روانه شد، ولی در آن‌جا اثری از وی مشاهده نکرد، پس به ناچار به‌سوی تیمور بازگشت و در نزدیکی رودخانهٔ «زال» به او پیوست.
پس از گذشت این طوفان سهمناک و تصرف پارس، بغداد و آذربایجان به‌دست تیمور، به‌نظر می‌آید عزالدین که دیگر دریافته بود تمامی سرزمین ایران به تصرف تیمور درآمده و متحدانش را نیز از دست داده است، ناگزیر سر به انقیاد تیمور فرود آورد و پذیرفت که سالیانه مالیات قلمرو خود را به‌طور کامل بپردازد.
عزالدین حتی در لشکرکشی تیمور بر ضد بایزید عثمانی شرکت کرد، ولی پسرش سیدی احمد تحت هیچ شرایطی حاضر به تمکین و فرمانبرداری از تیمور و عمال و کارگزارانش نبود و یاغی در کوه‌ها به سر برد و مانع از رسیدن مالیات لرستان به دیوان تیمور می‌شد.
این عمل، خشم محصل مالیاتی تیمور (باسقاق) را که عزالدین همچون حاکمی پوشالی، بی‌اختیار در دست وی قرار داشت، برانگیخت و نسبت به عزالدین به سبب رفتارهای پسرش بی‌حرمتی‌های زیادی روا داشت. سرانجام خشم محصل مالیاتی تیمور به اوج رسید تا آن‌جا که دستور داد پوست عزالدین را کنده و پر از کاه سازند و به نزد تیمور که در سلطانیه اقامت داشت بفرستند. به دستور تیمور پوست پر از کاه عزالدین را برای درس عبرت دیگران به مدت یک هفته در بازار شهر سلطانیه به دار آویختند.

### تلاش برای حمله به چین

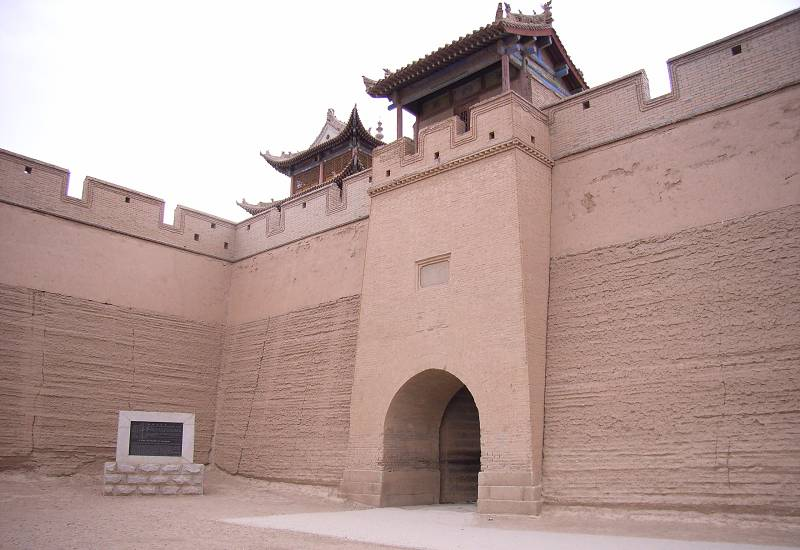
قلعه‌ای در گذرگاه جیایو که به‌دلیل وحشت از حملهٔ تیمور مستحکم شده بود.

در سال ۱۳۶۸ میلادی نیروهای چینی هان، توانستند که مغول‌ها را از چین بیرون برانند. نخستین امپراتور از دودمان جدید مینگ، امپراتور هونگ‌وو و پسرش، امپراتور یونگ‌لو، ایالت‌های بسیاری را از آسیای مرکزی برای دریافت خراج ایجاد کردند. رابطهٔ سلطنتی و رعیتی بین امپراتوری مینگ و تیموری برای مدتی طولانی وجود داشت. در سال ۱۳۹۴، فرستادگانی از سوی هونگوو، نامه‌ای را به تیمور ارائه کردند که او را موضوع خطاب قرار داده بود. او اما فرستادگان امپراتور چین را بازداشت و اسیر کرد. تیمور سرانجام تصمیم به حمله به چین گرفت. برای این منظور، تیمور با قبایل مغول باقی‌ماندهٔ مستقر در مغولستان ائتلاف کرد و تدارکات جنگ را آماده کرد. تیمور ترجیح داد که نبردهای اصلی خود را در بهار انجام دهد. با این‌حال، او در مسیر چین، طی یک کارزار زمستانی نامشخص جان خود را از دست داد.

### تیمور و سیستان
دربارهٔ چگونگی فتح سیستان توسط تیمور
دو روایت وجود دارد:
روایت نخست روایت ظفرنامه‌های شامی و یزدی است که مورخان بعدی نیز به آن استناد جستهاند و روایت دیگر روایت احیاء الملوک است که اندکی متفاوت است بر اساس روایت نخست تیمور پس از تصرف قلعه اسفزار متوجه سیستان گردید ((۷۸۵) هـ. ق). در ناحیه فَراه شاه جلال الدین فَراهی حاکم آنجا به او پیوست و اظهار انقیاد نمود تیمور، آق تیمور بهادر یکی از سردارانش را با سپاهی مأمور چپاول سیستان نمود. آق تیمور بهادر تا دروازه‌های زرنج پیشروی نمود و با اموال و غنایم فراوان به نزد تیمور بازگشت.
تیمور پس از این تهاجم مقدماتی متوجه سیستان شد و پس از عبور از ناحیه اوق، حصار زره را مورد هجوم قرار داد و در همان روز نخست آن قلعه را علی‌رغم مقاومت شجاعانه محافظینش که ۵۰۰۰ تَن بودند و تا آخرین نفس جنگیدند به تصرف درآورد. او پس از آن متوجه زرنج گردید در نزدیکی شهر شاه شاهان وعده ایی از بزرگان سیستان برای گفتگو در باب صلح به حضورش رسیدند.
اما در همان زمان دستهایی از سیستانی‌های طرفدار استقلال سپاهیان تیموری را مورد هجوم قرار دادند آنان به راحتی در دامی که تیمور برایشان چیده بود افتادند و راه بازگشت آنان توسط سپاهیان قطع گردید در نتیجه نبرد سنگینی روی داد که طی آن پیادگان سیستانی تعداد زیادی از اسبان دشمن را از پای درآوردند اما اکثر آنان کشته شدند و تنها عده قلیلی موفق به بازگشت به زرنج گردیدند
علیرغم شکست سنگین روحیه جنگاوری سیستانیها از بین نرفت حمله بعدی آنان که شب هنگام صورت گرفت به دلیل هوشیاری امیر تیمور نتیجه ایی در برنداشت در نبردی که در روز بعد کنار یکی از دروازه‌های زرنج صورت گرفت نیز آنان کاری از پیش نبردند پس از این نبرد ملک قطب الدین دوم دریافت توان مقابله با تیمور را ندارد از زرنج خارج شد و تسلیم گردید. با این وجود زرنج تسلیم نشد زیرا هنور طرفداران استقلال از قدرت زیادی برخوردار بودند آنان با نیرویی شامل ۳۰/۰۰۰ تن در زمانی که امیر تیمور با معدودی از ملازمانش برای سرکشی از مقدمهٔ سپاه به نزدیکی زرنج آمده به ناگاه از شهر خارج شدند تیمور علی‌رغم جراحتی که اسبش برداشت از معرکه عقب نشست و دستور حمله متقابل داد تیموریان در ابتدا حمله مخالفان را در هم شکسته با حمله بعدی زرنج را متصرف شدند. با سقوط شهر تمامی اموال و خزاین ملوک مهربانی به غنیمت تیمور درآمد و پس از آن کاملاً چپاول شده بود.
و تیمور ملک قطب الدین و رعایای سیستان را به سمرقند کوچانید و قضاة، علما و بزرگان را نیز به فراه تبعید کرد. او سپس حکومت آن ناحیه را به شاه شاهان (۷۸۵–۸۰۵ هـ ق) واگذار کرد و متوجه بست شد. در میان راه قلعه طاق را فتح و ویران نمود و چون به کنار هیرمند رسید با ویران کردن بند رستم تخریب سیستان به نهایت رسید
.
روایت دیگر در مورد فتح سیستان روایت احیاء الملوک می‌باشد بر اساس این روایت تیمور پس از تصرف خراسان در سال)۷۸۳ هـ ق) رسولی به نزد ملک قطب الدین فرستاد و به او وعده داد که در سال آینده به سیستان خواهد آمد و او را به‌طور مستقل به حکومت آن ایالت خواهد. گماشت اگر این سخن درست باشد نشان می‌دهد که تیمور به اختلافات موجود میان ملک قطب الدین و پدرش کاملاً واقف بوده است و به نوعی می‌توان احتمال داد که ملک قطب الدین تقاضای کمک نموده. است ملک قطب الدین رسول تیمور را مورد اکرام قرار داد و شاه شاهان را با تحف و هدایایی به نزد او فرستاد. اعزام شاه شاهان به دربار تیمور به احتمال نشانه ایی از قبول برتری او در سیستان بود. می‌توان حدس زد تیمور از این گروگان ارزشمند اطلاعات مفیدی دربارهٔ اوضاع سیستان به دست آورده است. تیمور در سال (۸۷۵ هـ ق) شاه شاهان را به سیستان فرستاد و اندکی بعد خود نیز متوجه آن ایالت گردید با ورود او به سیستان ملک قطب الدین از پذیرش برتری وی خودداری نمود و در نتیجه در رمضان ۸۷۵ هـ ق زرنج به محاصره درآمد. این وضع به مدت یک ماه ادامه یافت و در شوال گفتگوهای صلح میان طرفین آغاز گردید. سرانجام پس از مدتی، گفتگو تیمور سید رضی الدین ترمدی را به نزد ملک قطب الدین فرستاد و او موفق شد تا حاکم سیستان را به تسلیم تشویق نماید ملک قطب الدین با فرستادن قاضی القضات سابق حرب و اعیان و اشراف سیستان به نزد تیمور تمایل خویش را به مصالحه نشان داد و سرانجام به همراه شاه شاهان به خدمت او شتافت اما امیر تیمور بی‌درنگ به دستگیری او دستور داد دستگیری و حبس ملک قطب الدین مذاکرات صلح را با شکست مواجه ساخت. به تلافی این اقدام تیمور ۴۰/۰۰۰ تن از پیادگان سیستانی در صبح روز بعد به اردوی او حمله بردند. در نتیجه نبرد سنگینی روی داد که تیمور ناچار شخصاً وارد آن شد و از ناحیه پا زخمی شد با این وجود تیموریان سپاهیان سیستانی را که به دو دسته تقسیم شده بودند به محاصره گرفته و قتل‌عام نمودند ملک شاه حسین ذکر می‌کند که در زمان تألیف احیاء الملوک در سال)۱۰۳۱ هـ ق) خود دو تل استخوان جنگجویان سیستانی را بر در شهر خرابه سیستان دیده است. گرچه شکست فوق ضربه مهلکی بر روحیه مدافعان زرنج وارد آورد هنوز مردم شهر آماده مقابله حملات تیمور بودند به همین علت تیمور به شاه شاهان مأموریت داد تا مردم شهر را دعوت به تسلیم کند او نیز این مأموریت را به خوبی انجام داد اما پس از تسلیم اهالی لشکریان تیموری به مدت سه روز به قتل و غارت مردم پرداختند تمامی خزاین ملوک مهربانی به تاراج رفت و ملک قطب الدین و اکثر بزرگان و میران سیستان به سمرقند کوچانده شدند و تمامی سیستان به جز مناطقی که به شاه شاهان به سیورغال واگذار گردید نابود شد.
همچنین روایت شده است که تیمور در سال (۷۸۵ ه‍.ق) در جریان فتح سیستان دوهزار اسیر سیستانی را زنده زنده درون دیوار دفن کرد.

## درگذشت

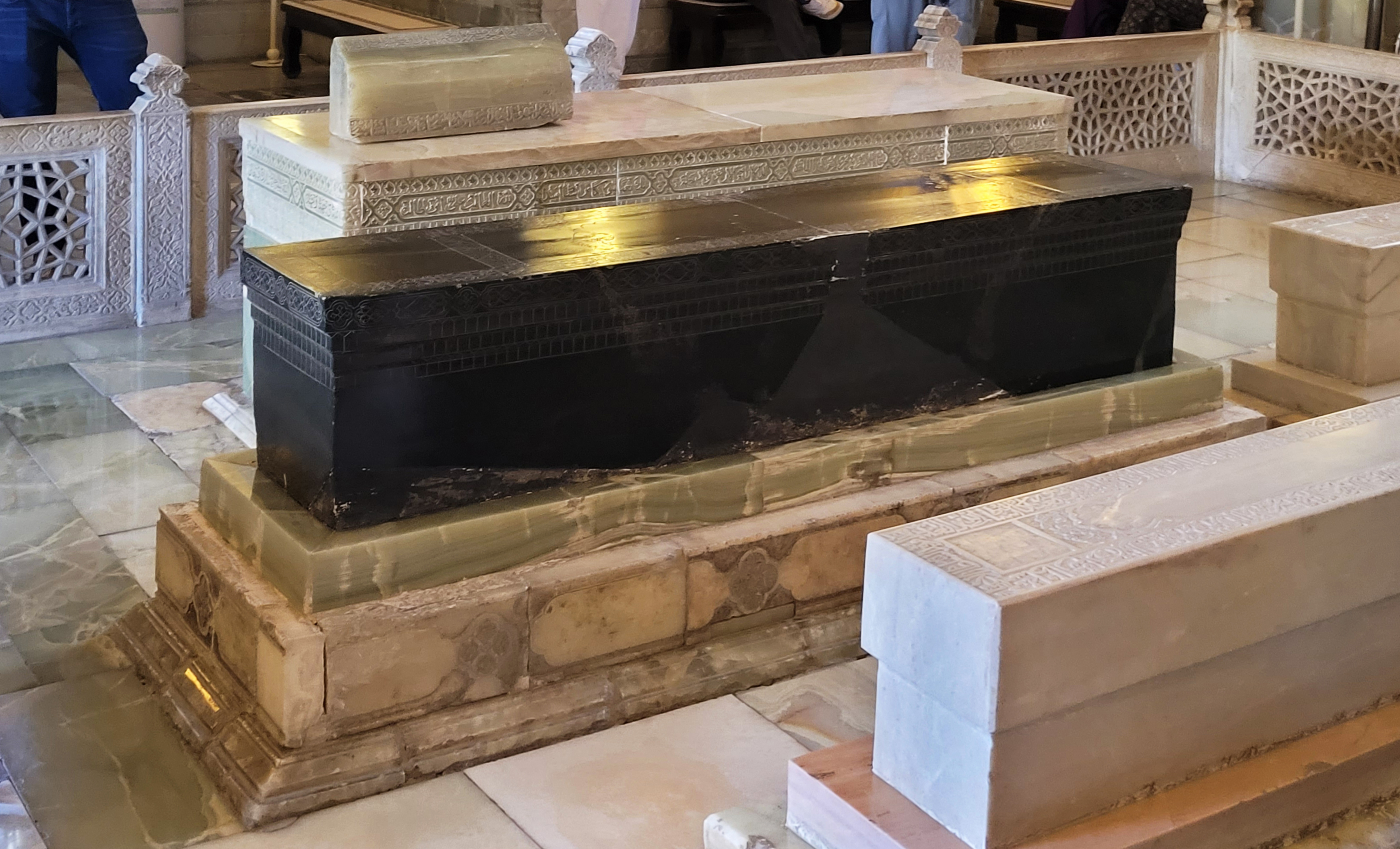
آرامگاه تیمور در سمرقند

در دسامبر ۱۴۰۴، تیمور لشکرکشی را علیه چین مینگ آغاز کرد. او در حالی‌که در کرانهٔ رود سیردریا اردو زده بود بیمار شد و در ۱۷ فوریهٔ ۱۴۰۵، پیش از رسیدن به مرز چین در فاراب درگذشت. پس از مرگ او، فرستادگان مینگ مانند فو آن و دیگر همراهان او توسط نوه‌اش خلیل سلطان آزاد شدند. جغرافی‌دان کلمنتس مارکم در مقدمهٔ خود بر روایت سفارت کلاویخو بیان می‌کند که:
«پس از مرگ تیمور، جسد او را با مشک و گلاب مومیایی کردند، در کتانی پیچیده، در تابوتی از آبنوس گذاشتند و به سمرقند فرستادند و او را در آن‌جا دفن کردند». تیمور در مقبره‌ای در سمرقند در سال ۱۴۰۵ میلادی دفن شد که خودش قبلاً دستور داده بود به‌صورت بنایی مجلل بسازند و مادر او بی‌بی خانم نیز در آن دفن شده بود. پس از تیمور عدهٔ دیگری از خاندان تیموری نیز در آن محل به خاک سپرده شدند. آرامگاه او، گور امیر، همچنان در سمرقند پابرجاست و در سال‌های اخیر به‌شدت مرمت شده است.

## جانشینی

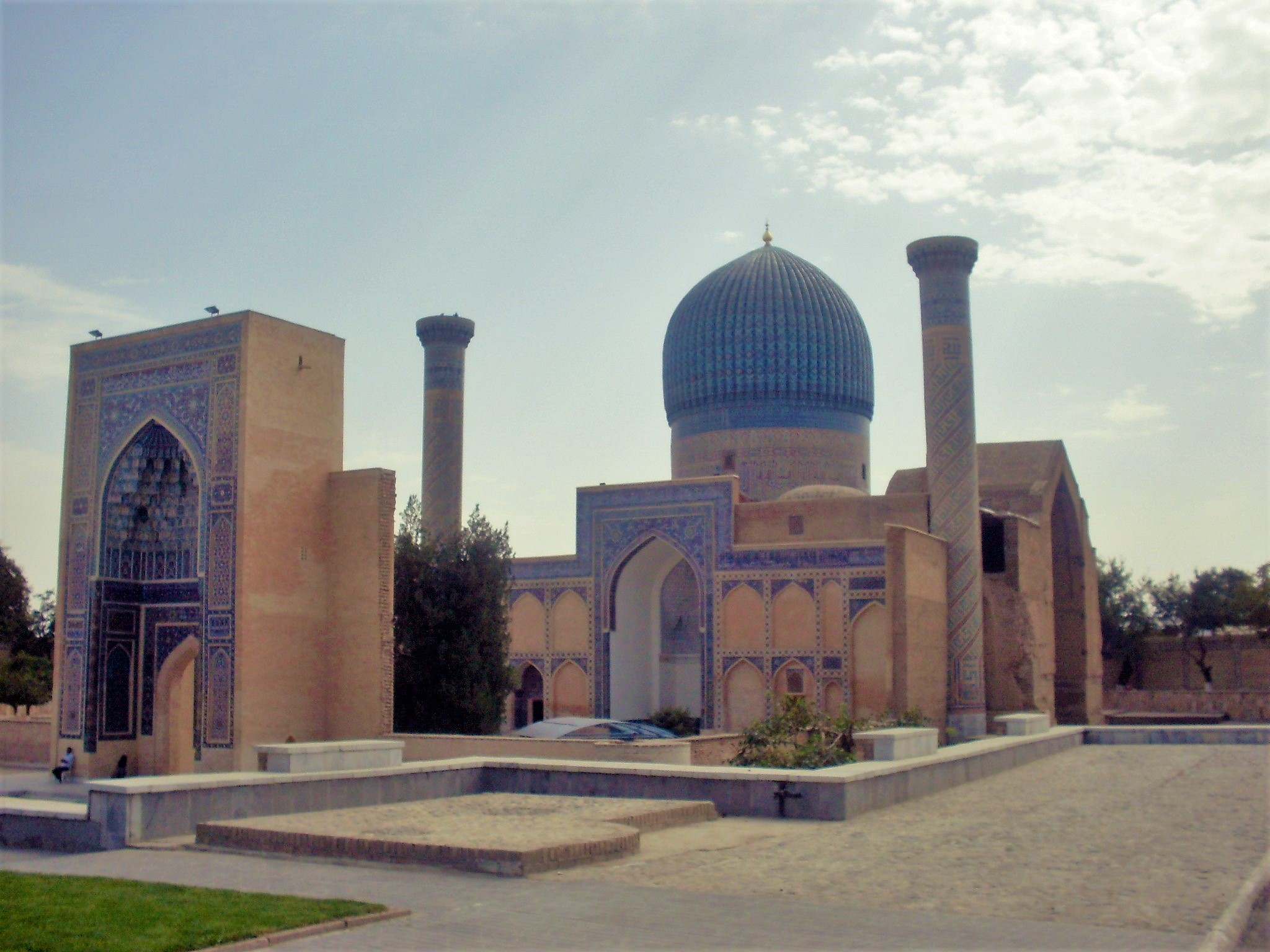
آرامگاه تیمور در سمرقند

از پسران تیمور، عمر شیخ و جهانگیر که پسران اول بودند در زمان حیات تیمور درگذشتند و میران‌شاه و شاهرخ نیز چون مورد توجه پدر نبودند برای جانشینی انتخاب نشدند و تیمور، پیرمحمد جهانگیر را که در آن زمان والی کابل بود، به جانشینی خود برگزید. سیاست تیمور در ادارهٔ شهرهای تسخیرشده، واگذاری حکومت هر ولایت به یکی از اعضای خاندانش یا حکامِ محلیِ مورد اعتماد و قرار گرفتن خودش در رأس همهٔ امور بود. با اعلام خبر مرگ تیمور، این امیرزادگان و مدعیانِ سلطنت، بر سر جانشینی او به کشمکش پرداختند و به این ترتیب اندکی بعد از مرگش، منازعات طولانی خانوادگی و درونی بین بازماندگان او آغاز شد. در آغاز، همراهان تیمور، مرگ «صاحبقران» (لقبی برای پادشاهی با سی سال سلطنت) را پنهان داشتند و به‌علاوه طرح حمله به چین را بدون آن‌که لغو نمایند، متوقف کردند. همچنین چون نوهٔ تیمور که بنا به وصیت‌اش جانشین او می‌شد یعنی پیرمحمد فرزند میرزا جهانگیر در آن هنگام دور از پایتخت و در حدود غزنین بود، موقتاً، شخص دیگری را به نیابت از او جانشین تیمور نمودند.
این شخص خلیل سلطان، پسر دیگر تیمور بود و در آن هنگام با لشکر تیمور همراه و حاضر شده بود. البته این اقدام هم فایده‌ای نداشت و به‌زودی با مخالفت بازماندگان مواجه شد. به‌تدریج این اختلافات طولانی شد و دامنه پیدا کرد. چنان‌که در اندک مدتی، این توطئه‌ها و تحریکات، میراث عظیم تیمور را به حکومت‌های مستقل و متخاصم تبدیل کرد.
برخلاف چنگیز خان که پسرانش بلافاصله بعد از او، با ولیعهدی شخصی که او برگزیده بود کنار آمدند و با حفظ اتحاد، از فروپاشی امپراتوری جلوگیری کردند، بازماندگان تیمور به درگیری با هم پرداختند. بازماندگان تیمور که بیشتر نوادگان او بودند، پس از مرگش به مخالفت با یکدیگر پرداختند و قلمرو وسیعی را که او با وجود آن همه جنگ و سنگدلی به هم پیوند داده بود، تجزیه نمودند.

## میراث

بازسازی پرچم سه‌گوش فرمانروایی تیمور

تیمور به‌مدت ۲۹ سال، جهانی را با تهاجمات و یورش‌های مکرر و با خشونتی وصف‌ناپذیر، در هم کوبید و بنیان امپراتوری تیموری را گذاشت که بلافاصله پس از مرگش، انحطاط و زوال و تجزیهٔ آن آغاز شد. بدین ترتیب فتوحات تیمور که به قیمت خونریزی‌ها و ویرانی‌های بسیار به‌دست آمد، دیری نپایید. قلمرو تیمور با ظهور دو طایفهٔ ترکمان - قره‌قویونلو و آق‌قویونلو - تجزیه و بعدها توسط دودمان صفویان یک‌پارچه و متمرکز شد. هر چند به واسطهٔ ظهیرالدین محمد بابر، از نوادگان تیمور، دودمان شاهی گورکانیان هند یا «امپراتوری مغول هند» در سرزمین هندوستان بنا گذاشته شد که سرنوشت گورکانیان در هند بسیار متفاوت بود.
تیمور فاتح بزرگی بود و هیچ‌گاه شکست نخورد و سرزمین‌های زیادی را فتح کرد. حتی سرزمین‌های دوردستی مثل هند و بخش‌هایی از سوریه و مناطق شرقی ترکیه کنونی و مسکو پایتخت روسیه کنونی از هجوم تیمور در امان نماندند. فتوحات پی‌درپی تیمور خود نشانگر آگاهی عمیق او از امور رزمی و دقت زیاد او به امور تدارکاتی جنگ هستند.
شیوهٔ تیمور در سرکوب حاکمان مناطق بر تسلیم و ابقا استوار بود. حاکمی که تسلیم می‌شد به‌عنوان حاکم دست‌نشانده در منصب خویش ابقا می‌گردید و اگر سرکشی می‌کرد به‌شدت سرکوب و تنبیه می‌شد؛ مثلاً هنگامی که امیر ولی (که بر حکومت گرگان و استرآباد ابقا شده بود) سرکشی کرد تیمور به آن نواحی لشکر کشید و او را سرکوب کرد.
پس از مرگ تیمور تمام سرزمین‌هایی که او فتح کرده بود (به استثنای خراسان بزرگ که شامل ماوراءالنهر و بخش بزرگی از افغانستان کنونی و تمامی خراسان کنونی و بخشی از سیستان می‌شد) به‌سرعت از تصرف جانشینان تیمور خارج شد.
تیمور هنوز تصویری مثبت را در میان مسلمانان آسیای مرکزی حفظ کرده است اما بسیاری در عربستان، عراق، ایران و هند که برخی از بزرگ‌ترین جنایات او انجام شد، او را مورد تحقیر قرار می‌دهند. با این‌حال، ابن خلدون تیمور را به‌علت متحد کردن بخش اعظم جهان اسلام در حالی‌که دیگر فاتحان آن زمان موفق به انجام این کار نشدند، تمجید می‌کند. فاتح بزرگ بعدی خاورمیانه، نادرشاه، بسیار تحت تأثیر تیمور قرار گرفت و تقریباً فتوحات و استراتژی‌های نبرد تیمور را در لشکرکشی‌های خود دوباره اجرا کرد. نادرشاه نیز مانند تیمور، اکثر قفقاز، ایران و آسیای مرکزی را تسخیر کرد.
امپراتوری کوتاه‌مدت تیمور همچنین فرهنگ ترکی-ایرانی را در ماوراءالنهر در هم آمیخت و در بیشتر مناطقی که وی در قلمرو خود گنجانده بود، زبان فارسی بدون توجه به قومیت، زبان اصلی اداره و فرهنگ ادبی (دیوان) شد. علاوه بر این، در طول پادشاهی او، برخی از نوشته‌ها به ادبیات ترکی نوشته شد که در نتیجه، نفوذ فرهنگی ترک‌ها گسترش و شکوفا شد. شکل ادبی ترکی جغتایی در کنار فارسی به‌عنوان زبان فرهنگی و رسمی، مورد استفاده قرار گرفت.
تیمور به‌عنوان یک فرمانده شکست‌ناپذیر، به‌طور گسترده به‌عنوان یکی از بزرگ‌ترین رهبران نظامی و تاکتیک‌پردازان تاریخ شناخته می‌شود. وی همچنین از حامیان بزرگ هنر و معماری به‌شمار می‌رود و با روشنفکرانی مانند ابن خلدون و حافظ ابرو تعامل داشت و پادشاهی او دوره رنسانس تیموری را معرفی کرد.

### نبش قبر و نفرین ادعاشده

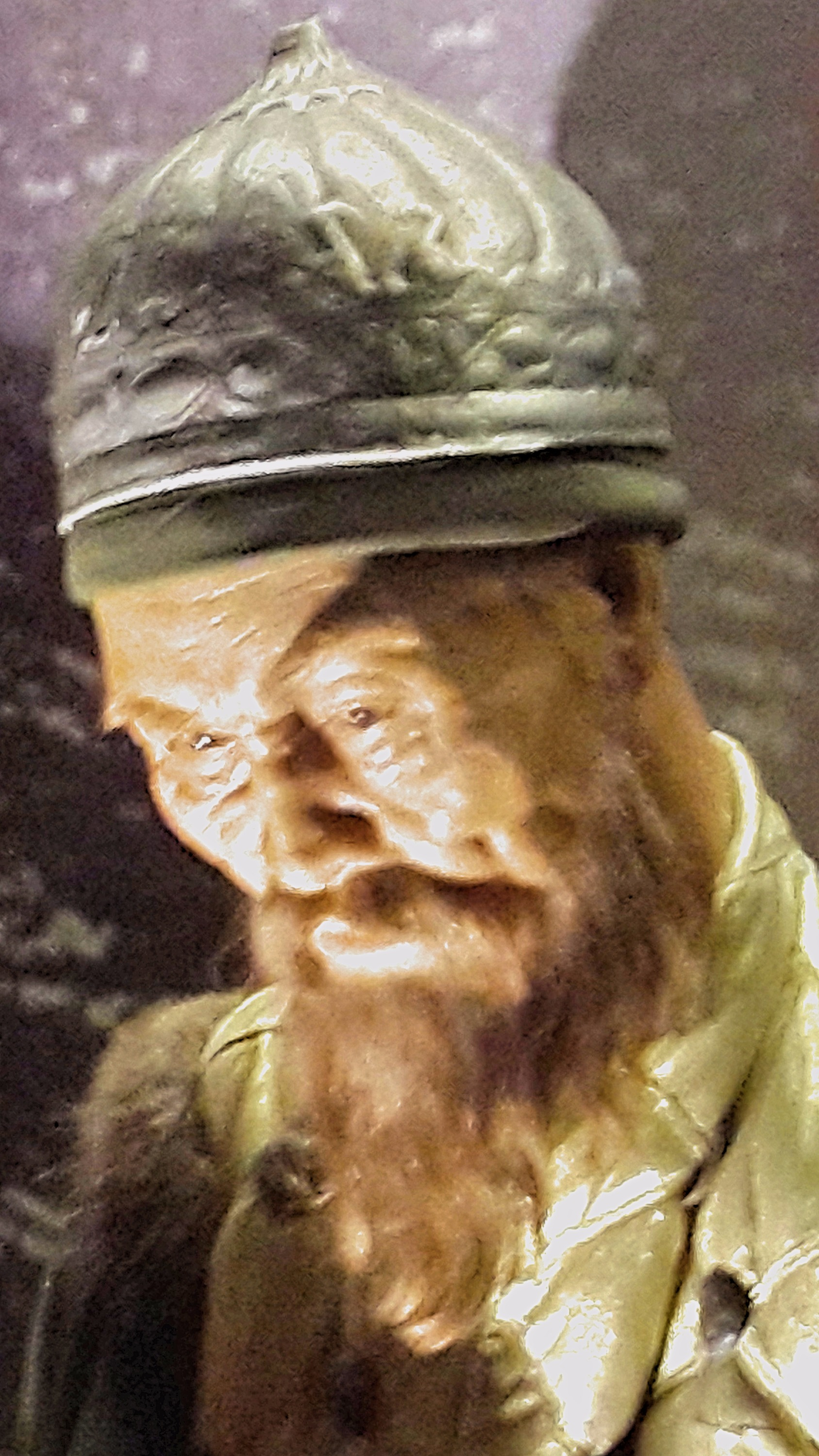
تندیس مومی تیمور، ساخت ترکیه

جسد تیمور در ۱۹ ژوئن ۱۹۴۱ از مقبرهٔ او بیرون آورده شد و بقایای او توسط انسان‌شناسان شوروی، بررسی شد. میخائیل گراسیموف با بازسازی جمجمه تیمور، دریافت که ویژگی‌های صورت او «ویژگی‌های معمول مغولی» را نشان می‌دهد. انسان‌شناسی جمجمهٔ تیمور نشان می‌دهد که او عمدتاً به نژاد مغول جنوب سیبری تعلق داشته است. تیمور با بلندای قد ۵ فوت ۸ اینچ (۱۷۳ سانتیمتر)، در مقایسه با دیگران در دوران خود، قد بلندی داشت. معاینات نشان داد که تیمور، لنگ بوده و بازوی راستش دارای جراحت و آسیب‌دیده بوده است. استخوان ران راست و کاسهٔ زانوی او به هم گره خورده بود و پیکربندی مفصل زانو نشان می‌دهد که او پای خود را همیشه خم نگه داشته و بنابراین لنگی مشخصی داشته است. به‌نظر می‌رسد که او سینه‌ای پهن داشته و موها و ریش‌های او قرمز بوده است. گویا بر مزار تیمور نوشته شده بود: «وقتی از میان مردگان برخیزم، دنیا به لرزه درخواهد آمد». همچنین گفته می‌شود که وقتی گراسیموف جسد را نبش قبر کرد، کتیبهٔ دیگری در داخل تابوت پیدا شد که روی آن نوشته‌ای با این مضمون بود: «هر کسی که مقبرهٔ من را باز می‌کند، مهاجمی وحشتناک‌تر از من را آزاد می‌کند». سه روز پس از آغاز نبش قبر، آدولف هیتلر به اتحاد جماهیر شوروی حمله کرد. تیمور در نوامبر ۱۹۴۲، درست پیش از پیروزی شوروی در نبرد استالینگراد دوباره با تشریفات اسلامی کامل دفن شد. البته ایراداتی بر این افسانه نفرین وجود دارد، به عنوان مثال بسیار قبل تر از اینکه حتی تیمور نبش قبر شده یا حتی قبل از اعلام حمله آلمان نازی به لهستان، هیتلر در کتاب خود با عنوان نبرد من از سیاست‌های خود برای گسترش قلمرو به سمت شرق به طمع زمین‌های زراعی اکراین و گسترش فضا برای زندگی ژرمن‌ها اشاره کرده بود

## روابط تیمور با پادشاهان اروپا

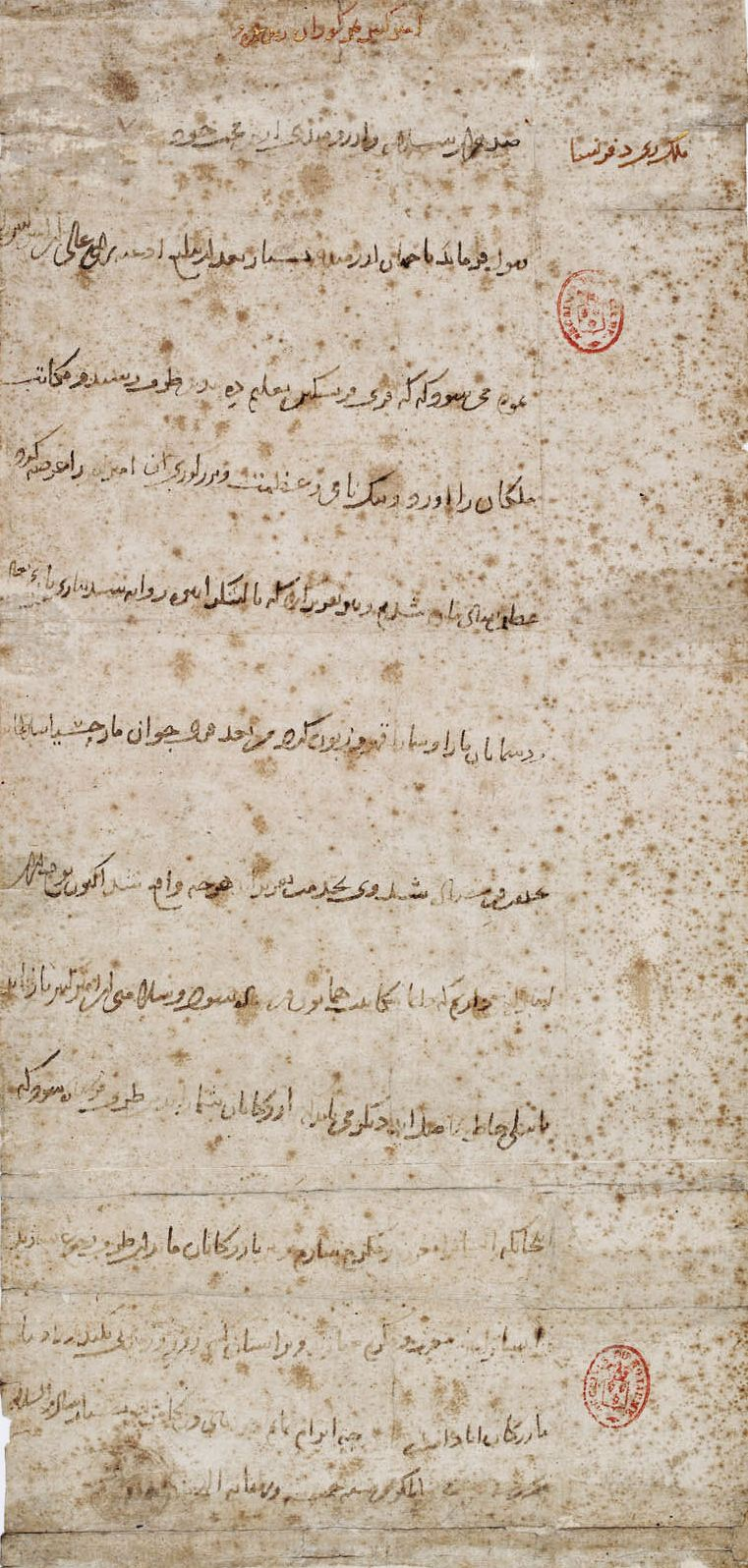
نامهٔ تیمور به شارل ششم فرانسه.

تیمور با کشورهای مختلف اروپایی، به‌ویژه اسپانیا و فرانسه، مبادلات نامه‌ای متعددی داشت. روابط بین دربار هنری سوم کستیا و تیمور، نقش مهمی در دیپلماسی قرون وسطایی کاستیل ایفا کرد. در سال ۱۴۰۲، هنگام نبرد آنکارا، دو سفیر اسپانیایی همراه تیمور بودند. بعدها تیمور سفیری به‌نام حاجی محمد القاضی را با نامه‌ها و هدایایی به دربار پادشاهی لئون و کاستیل فرستاد. در مقابل، هنری سوم، سفیران معروفی را در فاصلهٔ سال‌های ۱۴۰۳–۱۴۰۶ به رهبری روی گونزالس د کلاویخو به همراه دو سفیر دیگر، آلفونسو پائز و گومز د سالازار به دربار تیمور در سمرقند فرستاد. در بازگشت آن‌ها، تیمور تأیید کرد که پادشاه کاستیل را «به‌عنوان پسر خود» می‌داند. اکنون چند نامه از تیمور، در آرشیو اسناد تاریخی فرانسه موجود است. یکی از آن‌ها نامه‌ای به تاریخ ۳۰ ژوئیهٔ ۱۴۰۲ از تیمور به شارل ششم فرانسه است که به او پیشنهاد می‌کند تا بازرگانانی را به آسیا بفرستد. این نامه به زبان فارسی نوشته شده است.
نامه‌ای دیگر، از قدیمی‌ترین نامه‌های مُهردار فرمانروایان ایران است که در آسیای صغیر و ۱۲ روز پس از شکست تاریخی عثمانی‌ها و اسارت سلطان بایزید ایلدرم نگاشته شده است. این نامه، لحنی دوستانه دارد ولی پر از غلط‌های نوشتاری است (نامه توسط اسقف سلطانیه نگارش شده است) و اصل آن به شمارهٔ ۹۳۷ در خزانهٔ اسناد رسمی در پاریس بایگانی و مورخ به تاریخ سه‌شنبه ۱۸ مرداد ۷۸۱ ه‍.خ / محرم ۸۰۵ هجری برابر ماه اوت ۱۴۰۲ م. است. نامهٔ تیمور توسط «فری جوآن مارحسیا مطران» معروف به «جان دوم» کشیش بزرگ منطقه‌ای که سلطانیه در مرکز آن قرار داشت و اصالتاً از مردم ایتالیا و فرقهٔ فرانسیسکن بود فرستاده شد. وی در ژوئن ۱۴۰۳ به پاریس رسید. نسخه‌ای از پاسخ شارل ششم به تیمور به تاریخ ۱۵ ژوئن ۱۴۰۳ نیز اکنون موجود است.
علاوه بر این‌ها، ژان هفتم امپراتور بیزانس که در زمان غیبت عموی خود در غرب، نایب‌السلطنه بود، در اوت ۱۴۰۱ یک راهب دومینیکن را نزد تیمور فرستاد تا به تیمور ادای احترام کرده و پیشنهاد پرداخت خراج به‌جای ترکان را به او بدهد.

## ویژگی‌های اخلاقی و شخصیتی

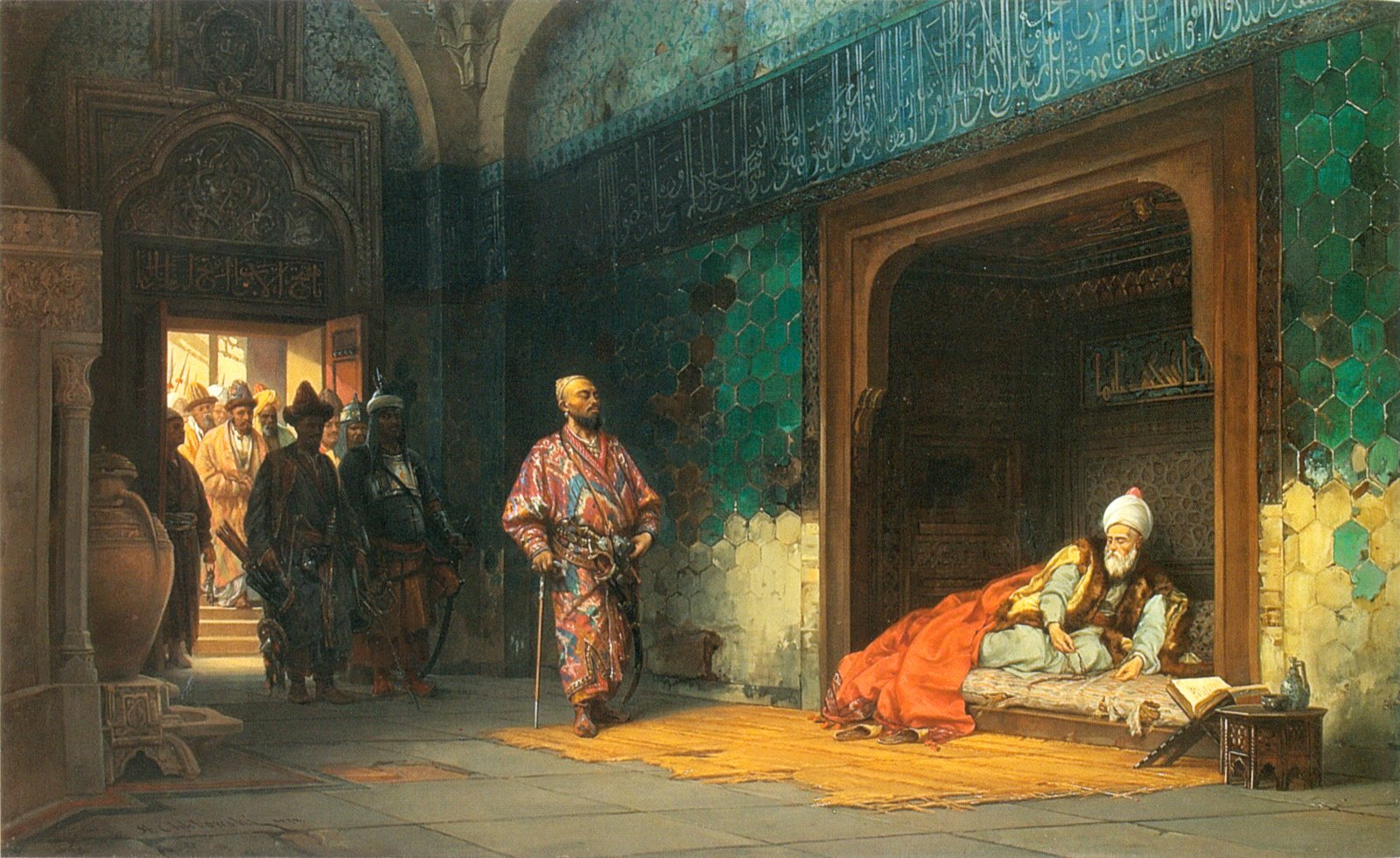
سلطان بایزید یکم در زندان تیمور، اثر ساتنسلاو چلوبسکی (۱۲۵۷ ه‍.خ)، که در آن دربند کشیده شدن خلیفهٔ عثمانی به تصویر کشیده شده است.

موارد بسیار زیادی از قتل‌عام‌ها و خشونت‌های تیمور را در منابع تاریخی آورده‌اند. اما تیمور علاوه بر آن، بسیاری از هنرمندان و دانشمندان شهرهای فتح‌شده را به پایتخت خود یعنی سمرقند می‌آورد. تیمور بسیاری از نقاشان برجسته و استادان معماری، فقیهان و نظایر آن‌ها را به سمرقند آورد، که ایشان نقش بزرگی در تحولات بزرگ هنری و فرهنگی در عصر پس از تیمور داشتند. تیمور مردی دوست‌دار دانش و هنر بود و به عالمان و هنرمندان احترام بسیار می‌گذاشت و حتی هنگام قتل‌عام یک شهر، دستور می‌داد، که از کشتن دانشمندان و فقیهان و هنرمندان خودداری کنند. وی با حافظ و خواجه علی سیاهپوش صفوی ملاقات دوستانه‌ای داشته است و به درخواست خواجه علی، قبایل ترک بسیاری را که از آسیای کوچک اسیر کرده بود، آزاد کرد که این قبایل بعداً قزلباشان را تشکیل دادند. او طی سه حمله، سرتاسر ایران را تسخیر کرد.
ادوارد براون در «تاریخ ادبیات» خود وقتی از دورهٔ تیموریان صحبت می‌کند از اعمال خشن او چند فقره را ذکر می‌کند که از آن جمله است: «در دهلی هزار اسیر هندی را سر برید (۸۰۱ ه / دسامبر ۱۳۹۸)؛ همچنین برپا کردن بیست کله‌مناره در همان سال در نزدیکی دمشق؛ و همین‌طور قتل‌عام مردم اصفهان در ۷۸۹ ه‍.ق / اوت ۱۳۸۷ م؛ و مانند این‌ها که اندکی از بسیار حوادث خونینی است که در آن بی‌اعتنایی تیمور به جان آدمیان را می‌توان دید.» تمام تاریخ‌دانان و سفرنامه‌نویسان، هارولد لمب و کلاویخو و دیگران در این نکته هم‌رأی هستند که تیمور همه‌جا را فتح می‌کرد تا بتواند سمرقند را چون شهری رؤیایی بسازد. گفته می‌شود ثروت امیر تیمور از طلا و نقره و سنگ‌های قیمتی و جواهرات، آن قدر زیاد بود که می‌توانستند سطح زمین را با سکهٔ طلا فرش کنند و هر روز هزار مثقال طلا خرج آشپزخانه و شربت‌خانهٔ خصوصی او بود. بی‌رحم‌تر از این مرد در جهان یافت نمی‌شد و اگر مقابل چشم او صدهزار مرد و زن و کودک را سر می‌بریدند کوچک‌ترین تأثیری در او نمی‌کرد. او خیلی به دینداری اهمیت می‌داد و در جامعهٔ اسلامی مورد توجه مردم و علما قرار گرفت. تیمور به رسم ایلیاتی، درون چادر یا اگر هم در قصر سلطنتی بود روی زمین غذا می‌خورد. چون از نسل صحراگردان آسیای مرکزی بود غذای او اغلب کباب گوشت کره اسب بود. پیرو یکی از مذاهب اهل تسنن بود و به گفتهٔ خودش از چهل‌سالگی حتی یک‌وقت از پنج وقت نمازش قضا نمی‌شد مگر در هنگام جنگ. او برای ساختن سمرقند و قصرها و مساجد آن از تمام شهرهای ایران هنرمندان و صنعتگران را به آن جا برد. وقتی می‌خواست شهر زادگاه خویش کَش را تجدید بنا کند، دو تن از معماران به او قول داده بودند، که در موقع معینی ساختمانی را تمام خواهند کرد، اما موفق نشدند، تیمور آن دو را گردن زد. در ادارهٔ کشور و انتصاب فرماندهان، ویژگی‌هایی داشت که به خوبی جدیت او را نمایان می‌ساخت. کسی را به فرماندهی سپاه انتخاب می‌کرد، که از نظر منش و شخصیت سنگدل‌تر، دیندارتر و بی‌رحم‌تر باشد.

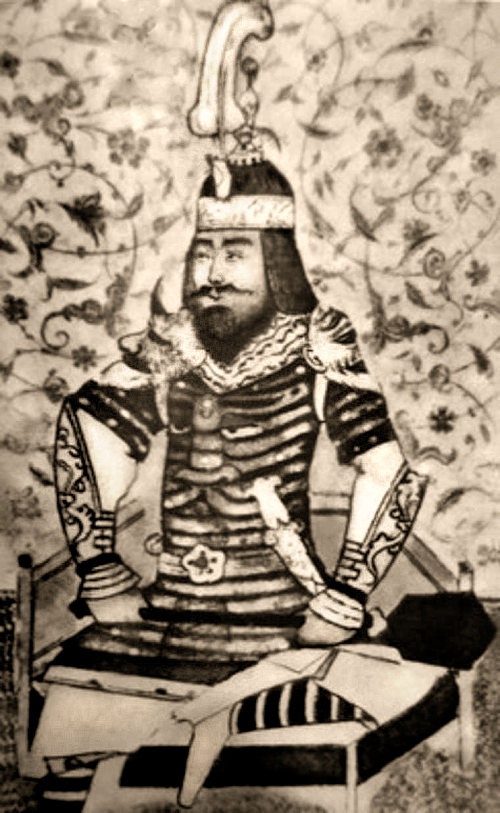
نگاره‌ای از ظاهر تیمور مربوط به دوره تیموری

تیمور در سمرقند و سفرهای متعدد خود با راهنمایی دانشمندان برجسته توانست زبان‌های فارسی، مغولی و ترکی را بیاموزد. به گفتهٔ شهاب‌الدین بن عربشاه، تیمور نمی‌توانست عربی صحبت کند. به گفتهٔ جان جوزف ساندرز، تیمور «محصول یک جامعهٔ اسلامی‌شده و ایرانی‌شده» بود و نه یک کوچ‌نشین دشتی.
از مورخان دورهٔ تیموری شرف‌الدین علی یزدی می‌گوید: «مقصود او بلندی نام و فتح کشور بود و به جهت تحصیل اسباب این دو مطلب پروا نداشت که مُلکی با خاک یکسان شود یا خلقی با تیغ بی‌جان شود. حیات و عافیت جمیع افراد بشر را در مقابل ترقی و استیفای خواهش خود فدا می‌کرد.»
وقتی که لرستان را در ۱۳۸۵ م. / ۷۸۷ ه‍.ق فتح کرد جنگجویانی را که در خرم‌آباد در برابر او پایداری کرده بودند، زنده از پرتگاه‌های بلند به درون دره‌ها پرتاب کرد.

### باورهای مذهبی
تیمور یک مسلمان سنی و احتمالاً از مکتب نقشبندیه بود که در آن دوره در ماوراءالنهر اثرگذار بود. مشاور و مشاور رسمی مذهبی او، عالم حنفی، عبدالجبار خوارزمی بود. او در ترمذ تحت تأثیر مرشد روحانی خود سید برکه از رهبران بلخ قرار گرفته بود که در کنار تیمور در گور امیر به خاک سپرده شده است. تیمور به احترام و تکریم علی بن ابی‌طالب و اهل بیت وی معروف بود و موضع «طرفدار شیعه» او مورد توجه قرار گرفته است. او با این‌حال، شیعیان را نیز به‌دلیل هتک حرمت به صحابه مجازات کرده است. تیمور، سلطان احمد سنجر سلجوقی را برای حمله به اسماعیلیان در الموت بسیار احترام می‌گذاشت. حملهٔ خود تیمور به اسماعیلیان در انجدان نیز به همان اندازه وحشیانه بود. تیمور به‌عنوان یک شخصیت فرصت‌طلب شناخته می‌شد و با بهره‌گیری از میراث ترکی-مغولی خود، مکرراً از دین اسلام یا شریعت، فقه و سنت‌های امپراتوری مغول برای دستیابی به اهداف نظامی یا اهداف سیاسی داخلی خود استفاده می‌کرد.

## بازماندگان
تیمور پس از ۳۶ سال پادشاهی و بر جا گذاشتن قلمرویی گسترده از خود، ۳۱ پسر، نوه، نبیره و نتیجه باقی گذاشت.

### همسران تیمور
تیمور، چهل و سه زن رسمی و صیغه‌ای داشت که همهٔ این زنان، همسر او نیز بودند. تیمور با تسخیر سرزمین پدران یا شوهران سابق، ده‌ها زن را همسر و کنیز خود کرد.
- تورمیش آغا، مادر جهانگیر میرزا، جهانشاه میرزا و آقا بیگی.
- الجای خاتون آغا (۱۳۵۷/۵۸ م)، دختر امیر مشله و نوهٔ امیر قزاقان.
- سارای ملک خانم (۱۳۶۷ م)، بیوهٔ امیرحسین و دختر قازان خان.
- اسلام آغا (۱۳۶۷م) بیوهٔ امیرحسین و دختر امیر بیان سالدوز.
- اولوس آغا (۱۳۶۷ م)، بیوهٔ امیرحسین و دختر امیر خضر یاسوری.
- دلشاد آغا (۱۳۷۴ م) دختر شمس‌الدین و همسرش بوجان آغا.
- تومان آغا (۱۳۷۷م)، دختر امیر موسی و همسرش آرزو ملک آقا، دختر امیر بایزید جلایر.
- چولپان ملک آغا، دختر حاجی‌بیگ جتا.
- توکل خانم (۱۳۹۷ م)، دختر مغول‌خان خضر خواجه[۹۴]
- تولون آغا، صیغه و مادر عمر شیخ میرزای یکم.
- منگلی آغا، مادر میران‌شاه.
- طوقای تورخان، بیوه امیرحسین و مادر شاهرخ.
- توغدی‌بیگ، دختر آق‌صوفی قونگیرات.
- سلطان آرای آغا
- ملکان‌شاه آغا بانوی
- خند ملک آغا، مادر ابراهیم میرزا.
- سلطان آغا مادر پسری که در کودکی درگذشت.

### پسران تیمور
- غیاث‌الدین جهانگیر (زادهٔ ۱۳۵۶ م) – از الجای خاتون آغا
- عمرشیخ میرزای یکم (زادهٔ ۱۳۵۶ م) – از تولون آغا
- جلال‌الدین میران‌شاه (زادهٔ ۱۳۶۶ م) – از منگلی آغا
- معین‌الدین شاهرخ (زادهٔ ۱۳۷۷ م) – از طوغای تورخان آغا

### دختران تیمور
- آغا بیگی، ازدواج با محمد بیگ، پسر امیر موسی – از الجای خاتون آغا
- نامعلوم، ازدواج با سلیمان میرزا –مادر نامعلوم
- نامعلوم، ازدواج با کومالزا میرزا – مادر نامعلوم
- سلطان بخت بیگم، ازدواج نخست با محمد میرکه، ازدواج دوم، ۱۳۸۹/۹۰، با سلیمان شاه – از الجای ترکان آغا

### پسران جهانگیر
- محمد سلطان
- پیرمحمد جهانگیر

### پسران عمرشیخ میرزای یکم
- پیرمحمد بن عمرشیخ یکم
- اسکندر بن عمرشیخ یکم
- رستم بن عمرشیخ یکم
- بایقرا بن عمرشیخ یکم
  - منصور بن بایقرا
    - حسین بن منصور
      - بدیع‌الزمان
        - محمد معین

      - مظفر حسین
      - ابراهیم حسین

### پسران میران‌شاه
- خلیل سلطان
- ابوبکر میرزا
- عمر میرزا
- محمد میرزا
  - ابوسعید میرزا
    - عمرشیخ میرزای دوم
      - ظهیرالدین محمد بابر
        - گورکانیان هند

      - جهانگیر میرزای دوم

### پسران شاهرخ میرزا
- میرزا محمد تراغای – شناخته‌شده با نام الغ‌بیگ
  - عبداللطیف میرزا
- غیاث‌الدین بایسنقر
  - علاءالدوله میرزا
    - ابراهیم میرزا

  - سلطان محمد
    - یادگار محمد

  - میرزا ابوالقاسم بابر
- سلطان ابراهیم میرزا
  - عبدالله میرزا
- میرزا سویورقاتمیش خان
- میرزا محمد جوکی

## لقب لنگ
نظرها دربارهٔ اینکه تیمور لنگ چرا لنگ شد، متفاوت است. در این زمینه روایت‌های مختلفی وجود دارد و تشخیص اینکه کدام‌یک از آن‌ها روایت صحیح است، کار ساده‌ای نیست.
تیمور و گروه کوچکی از پیروانش در کودکی برای دزدیدن کالاها، به‌ویژه حیواناتی مانند گوسفند، اسب و گاو یورش می‌بردند. گمان می‌رود که در حدود سال ۱۳۶۳ م. تیمور سعی کرد گوسفندی را از یک چوپان بدزدد اما دو تیر به او اصابت کرد. یکی در پای راست و دیگری در دست راست او که در نتیجه دو انگشت‌اش را از دست داد. برخی باور دارند که این جراحات، حین خدمت به‌عنوان مزدور خانِ سیستان در منطقه دشت مارگوی امروزی رخ داده است.
ابن عربشاه که مورخ عصر تیموری است در کتاب خود علت لنگ شدن تیمور را به‌دلیل ضربه‌ای می‌داند که یک چوپان بر پای تیمور وارد کرد. به گفته ابن عربشاه تیمور زمانی که در سیستان بود، یک گوسفند از چوپانی ربود و چوپان که شاهد ربودن گوسفند به دست تیمور بود، ضربه‌ای به پای تیمور وارد کرد و اثر این ضربه بر پای تیمور ماند و سبب لنگ شدن او شد.
کلاویخو که سفیر هانری شاه اسپانیا به دربار تیمور بود، نظر دیگری دربارهٔ لنگ شدن تیمور دارد. در سفرنامه کلاویخو نیز همچون کتاب ابن عربشاه، تیمور در سیستان ضربه خورده است؛ اما این بار ضربه را چوپان نزده است. به گفته کلاویخو مردم سیستان به تیمور حمله کرده‌اند و تیمور را از اسب به زیر کشیده‌اند و به پای او ضربه وارد کردند و پای تیمور در اثر این ضربه، لنگ شد.